# ژیلبر مونتانیه
ژیلبر مونتانیه (فرانسوی: Gilbert Montagné‎؛ زادهٔ ۲۸ دسامبر ۱۹۵۱) یک خواننده و ترانه‌سرا اهل فرانسه است. وی از سال ۱۹۶۹ میلادی تاکنون مشغول فعالیت بوده‌است.
او که از زمان تولد نابینا بوده‌است، نشان «شوالیه هنر و ادبیات فرانسه» را داراست.
مشهورترین ترانهٔ وی با عنوانِ «احمق»، در سال ۱۹۷۱ میلادی در بیشتر کشورهای اروپایی، بر صدر جداول موسیقی قرار داشت.